# أونتوان بونروي
أونتوان بونروي (بالفرنسية: Antoine Ponroy)‏ (15 أبريل 1986 بروان في فرنسا - ) هو لاعب كرة قدم فرنسي في مركز الدفاع. لعب مع ستاد رين وستاد لافال ونادي أورليانز ونادي إيفيان ونادي باريس ونادي بوفيه ونادي رينجرز ونادي فان ونادي كان.

## روابط خارجية
- أونتوان بونروي على موقع رابطة كرة القدم الفرنسية للمحترفين (الإنجليزية)
- أونتوان بونروي على موقع قاعدة بيانات كرة القدم.إي يو (الإنجليزية)
- أونتوان بونروي على موقع ليكيب (الفرنسية)
- أونتوان بونروي على موقع Soccerway.com (الإنجليزية)
- أونتوان بونروي على موقع عالم كرة القدم.نت (الإنجليزية)
- أونتوان بونروي على موقع GSA (الإنجليزية)